# Cabalgamiento

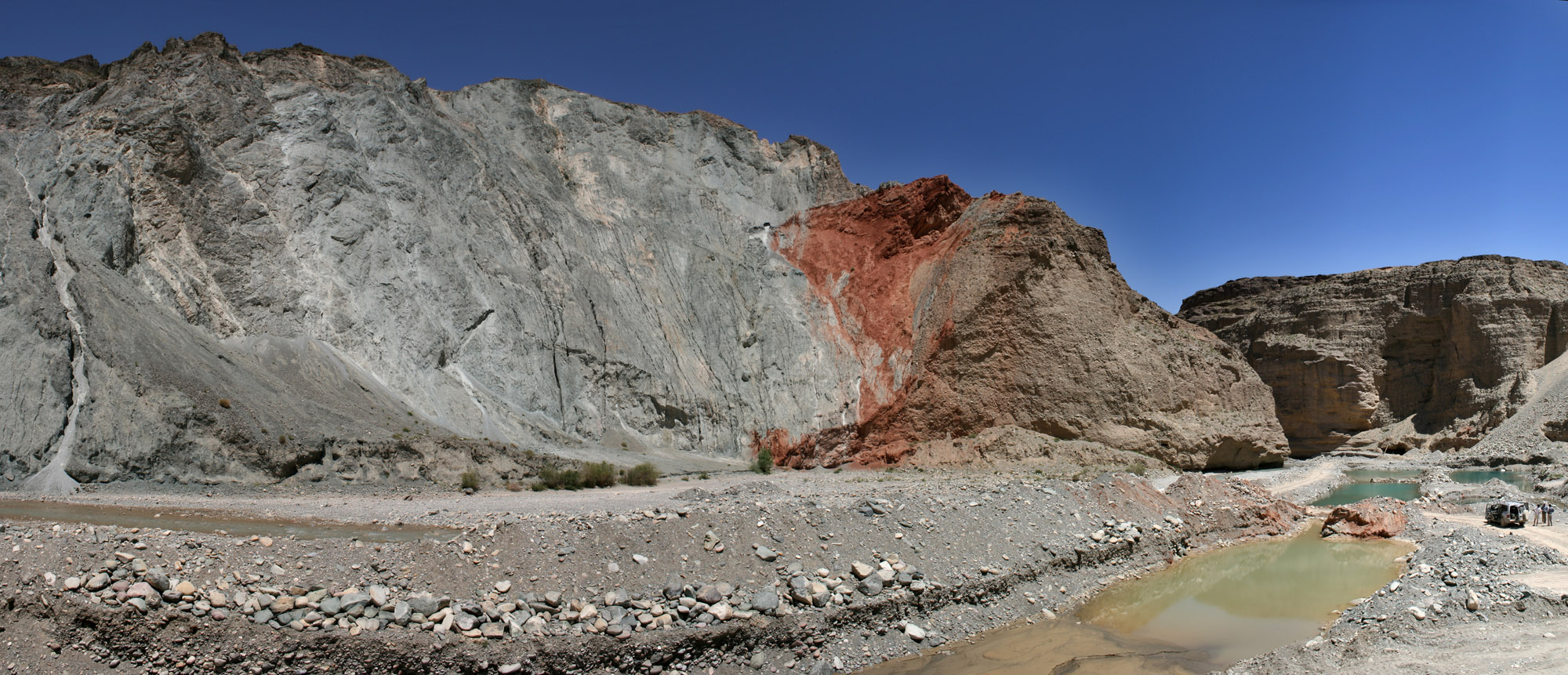
Cabalgamiento en las montañas Qilian, China. Los materiales más antiguos (a la izquierda, en azul y rojo) están "cabalgando" sobre materiales más recientes (a la derecha, en color marrón).

Un cabalgamiento o falla de cabalgamiento es un tipo de falla inversa, una rotura en la corteza de la Tierra a través de la cual se ha producido un desplazamiento relativo, en el que las rocas de posición estratigráfica inferior son empujadas hacia arriba, por encima de los estratos más recientes. Las fallas de cabalgamiento son el resultado de fuerzas de compresión.
En los cinturones de plegamiento y empuje de orógenos, no es raro que se formen geometrías de empuje en forma de escalera, que van acompañadas de la formación de pliegues de flexión de falla (literalmente "pliegues de flexión de falla"). Las secciones de tal empuje que se encuentran en el fondo, paralelas y entre dos pilas de estratos, se denominan vías planas , mientras que las secciones con un desplazamiento vertical se denominan rampas.

## Historia

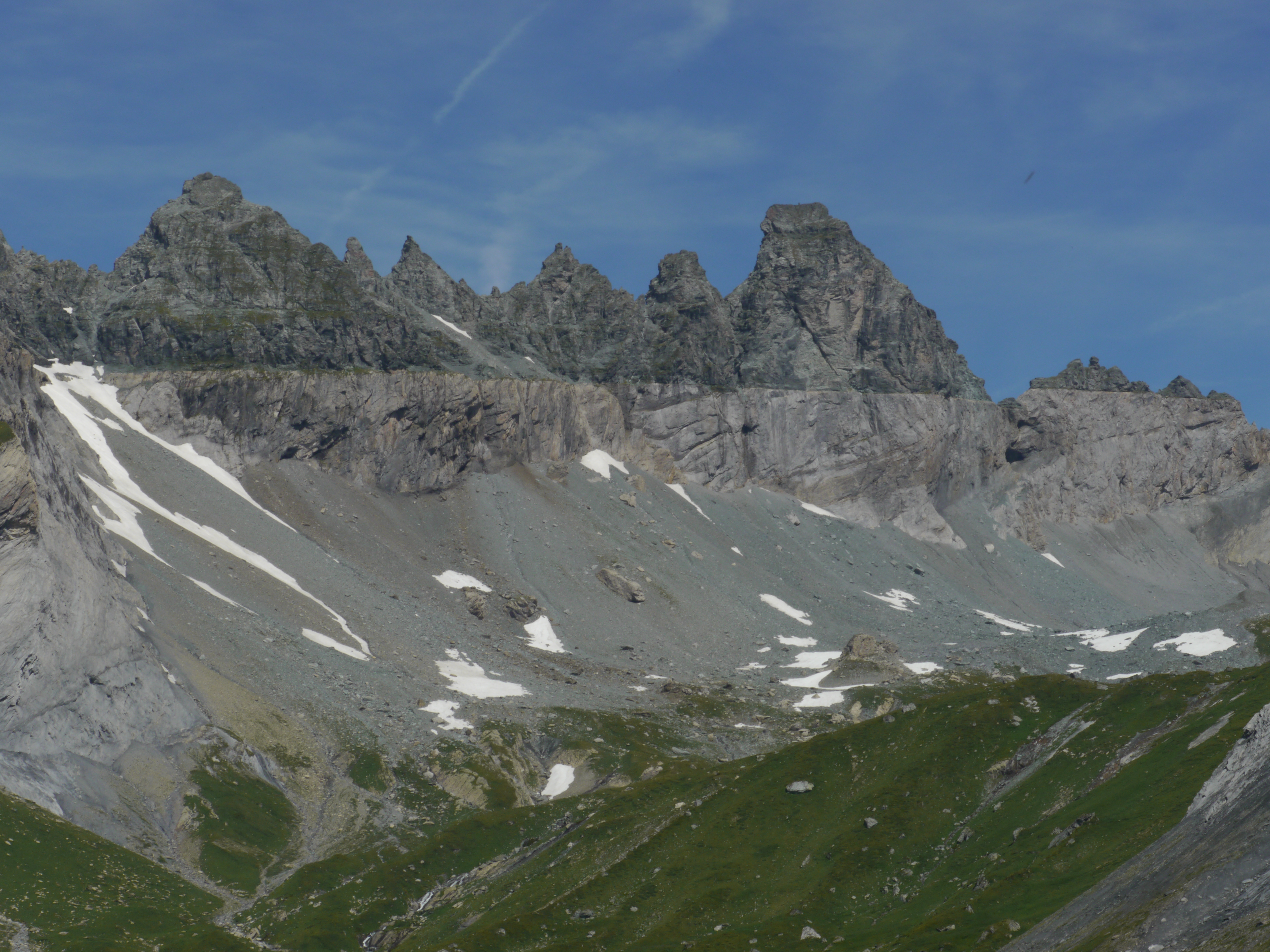
El Tschingelhörner en la frontera de los cantones suizos de Glaris y Graubünden. El cabalgamiento de Glaris se puede ver como una línea horizontal en los acantilados.

Las fallas de cabalgamiento no fueron reconocidas hasta los trabajos de los geólogos suizos Arnold Escher von der Linth (1807-1872) y Albert Heim (1849-1937) y del francés Marcel Alexandre Bertrand (1847-1907) en los Alpes de Glaris (estudiando el cabalgamiento de Glaris), y la aportación de los geólogos británicos Charles Lapworth (1842-1920), Ben Peach (1842-1926) y John Horne (1848-1928) trabajando en partes del frente cinturón de cabalgamiento del Moine, en Escocia, del sueco Alfred Elis Törnebohm (1838-1911) en las Caledonianas escandinavas y de R. G. McConnell en las Montañas Rocosas canadienses. La realidad de que los estratos más antiguos podían encontrarse, a través de fallas, por encima de los estratos más jóvenes, fue alcanzada de manera más o menos independiente por los geólogos en esas áreas durante la década de los años 1880. Archibald Geikie (1835-1924), geólogo escocés,  acuñó en 1884 el término plano de empuje ( thrust-plane) para describir este conjunto especial de fallas. Escribió:

Mediante un sistema de fallas invertidas, un grupo de estratos termina por cubrir una gran amplitud de terreno y en realidad se superponen a los miembros más altos de la misma serie. Las dislocaciones más extraordinarias, sin embargo, son aquellas a las que para distinguirlas hemos dado el nombre de mantos de cabalgamiento. Son fallas estrictamente invertidas, pero con tan baja inclinación que las rocas de su flanco ascendente han sido, por así decirlo, empujadas horizontalmente hacia adelante
By a system of reversed faults, a group of strata is made to cover a great breadth of ground and actually to overlie higher members of the same series. The most extraordinary dislocations, however, are those to which for distinction we have given the name of Thrust-planes. They are strictly reversed faults, but with so low a hade that the rocks on their upthrown side have been, as it were, pushed horizontally forward.
Archibald Geikie, 1884. Nature.

## Geometría y nomenclatura de los cabalgamientos

### Fallas inversas

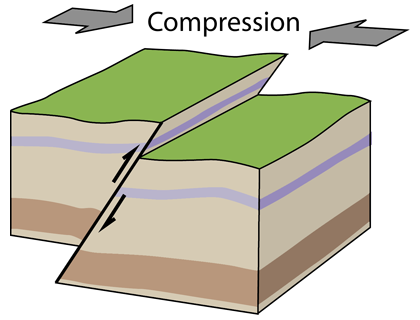
Diagrama de falla inversa (inclinación del plano falla grande)

Los cabalgamientos suelen tener bajos ángulos de inclinación del plano de falla. Una falla de desplazamiento de ángulo grande (superior a 30°) es llamada falla inversa. La diferencia entre un cabalgamiento y una falla inversa está en su influencia. Una falla inversa se produce principalmente a través de unidades litológicas, mientras que un cabalgamiento por lo general ocurre dentro o con un ángulo bajo respecto de las unidades litológicas. A menudo son difíciles de reconocer los cabalgamientos porque sus ejes de deformación y dislocación puede ser difícil de detectar cuando se producen dentro de las mismas rocas, sin desplazamiento apreciable de los contactos litológicos.
Si el ángulo del plano de falla es bajo (generalmente menor de 20 grados respecto de la horizontal) y el desplazamiento del bloque cabalgante (superior) es grande (a menudo en el rango de kilómetros) la falla se llama cabalgamiento. La erosión puede eliminar parte del bloque cabalgante, creando un fenster (o ventana) cuando el bloque de base sólo se expone en un área relativamente pequeña. Cuando la erosión elimina la mayor parte del bloque cabalgante, dejando sólo restos de materiales de forma similar a una isla descansando en el bloque inferior, los restos forman una isla tectónica o 'klippe (plural klippen).

### Fallas de cabalgamiento ciegas
Si el plano de la falla termina antes de llegar a la superficie de la Tierra, se le conoce como falla de cabalgamiento ciego o falla inversa ciega. Debido a la falta de pruebas en la superficie, las fallas ciegas son difíciles de detectar hasta que rompen. El destructivo terremoto de 1994 en Northridge, California, fue causado por un cabalgamiento ciego no descubierto previamente.
Debido a su baja inclinación, los cabalgamientos son también difíciles de apreciar mediante la cartografía, donde generalmente las compensaciones litológicas son sutiles, y la repetición estratigráfica es difícil de detectar sobre todo en unidades con litologías monótonas o cíclicas o sin fósiles característicos.

### Pliegues de flexión de falla

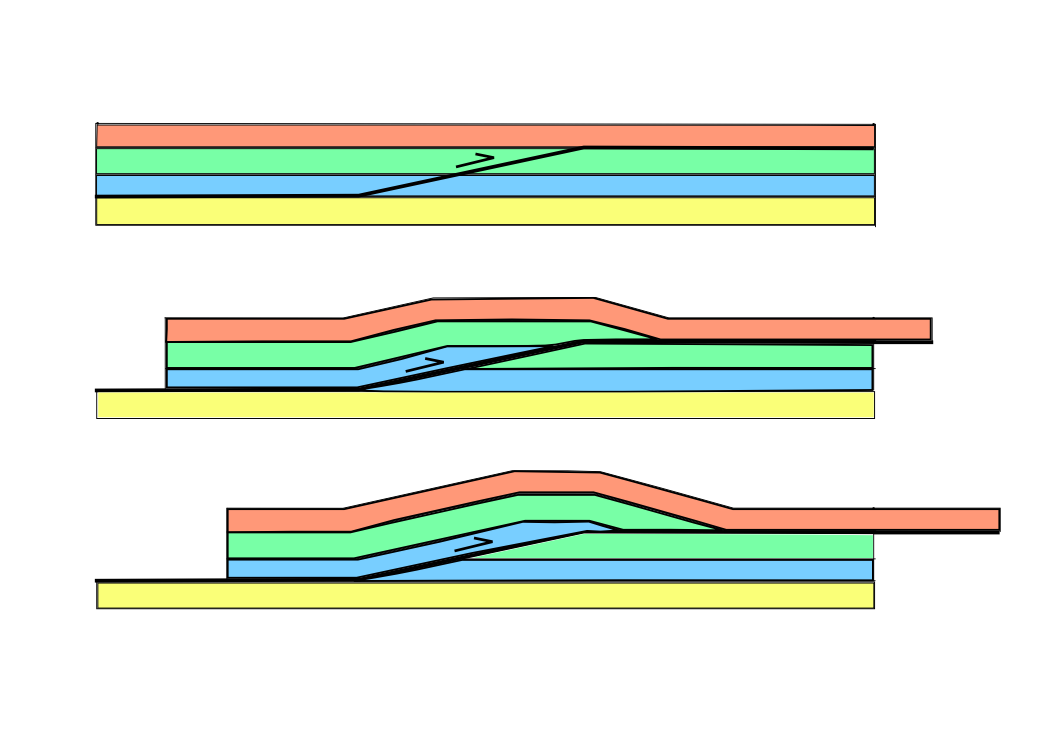
Esquema de la evolución de un pliegue de flexión de falla o "rampa anticlinal" por encima de una rampa de cabalgamiento; la rampa presenta zonas de separación en la parte superior de las capas verde y amarilla.

Los cabalgamientos, en particular los que participan de un estilo de deformación en piel fina (thin-skinned), poseen una geometría denominada de rampa-rellano. Los cabalgamientos se propagan en su mayoría a lo largo de zonas de debilidad horizontales dentro de una secuencia sedimentaria, tales como lutitas o capas salinas, denominadas rellanos. Si la eficacia de la separación se reduce, el corrimiento tenderá a cortar la sección a un nivel estratigráfico más alto (rampa), hasta que alcance otra separación o despegue efectivo con el que pueda continuar como en el caso de los lechos planos paralelos (nuevo rellano). La parte del cabalgamiento que une los dos planos se conoce como una rampa y se forma típicamente en un ángulo de unos 15° a 30° respecto a la base. El desplazamiento continuado de un cabalgamiento sobre una rampa produce un pliegue de geometría característica conocido como rampa anticlinal o, más generalmente, como pliegue de flexión de falla.

### Pliegues de propagación de falla

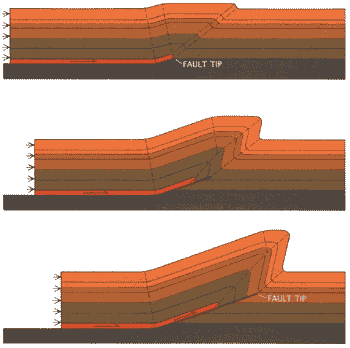
Esquema de la evolución de un pliegue de propagación de falla

Los pliegues de propagación de falla se forman en la parte superior de una falla de empuje en la que ha cesado la propagación a lo largo de nivel de despegue entre capas, pero el desplazamiento del cabalgamiento continúa en la parte superior de la falla. El desplazamiento continuo se adapta por la formación de un par asimétrico de pliegues anticlinal-sinclinal. Como el desplazamiento continúa, el frente del cabalgamiento comienza a propagarse a lo largo del eje del sinclinal. Estas estructuras son también conocidas como pliegues de línea de contorno. Con el tiempo el frente cabalgante que se propaga puede llegar a otra capa de despegue eficaz y se desarrollará una estructura de pliegue compuesto, con características tanto de pliegue de flexión de falla como de pliegue de propagación de falla.

### Cabalgamientos dobles: dúplex

Desarrollo de un cabalgamiento doble (dúplex) por fallados sucesivos en rampa de las capas basales.

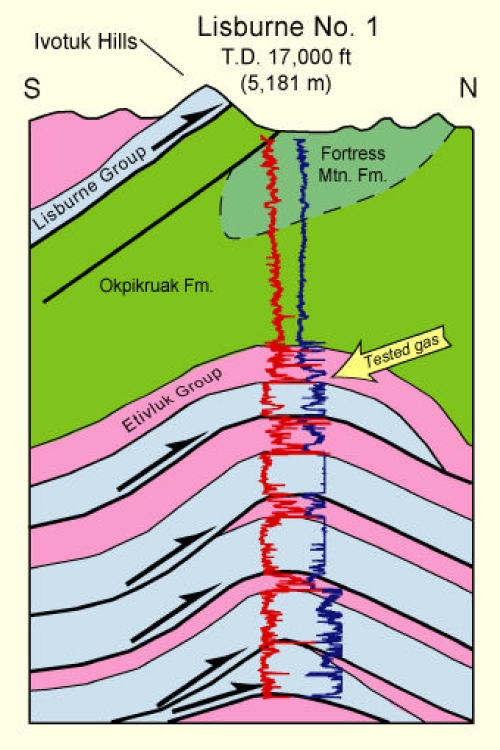
Apilamiento antiformal de cabalgamientos imbricados (dúplex), identificado en un sondeo en las colinas de la cordillera de Brooks (Brooks Range), Alaska.

Los dúplex se dan cuando hay dos niveles de despegue próximos entre sí dentro de una secuencia sedimentaria, como la parte superior y la base de una capa relativamente resistente de arenisca limitada entre dos capas de lutitas relativamente plásticas. Cuando un cabalgamiento que se ha propagado a lo largo del despegue inferior, conocido como cabalgamiento basal o muro, corta el despegue de la parte superior, conocido como cabalgamiento techo, forma una rampa dentro de la capa más resistente. Con el desplazamiento continuo del cabalgamiento, las tensiones mayores se desarrollan en el labio hundido de la rampa debido a la curva de la falla. Esto puede causar la propagación renovada a lo largo del cabalgamiento inferior hasta que de nuevo se cortan para unirse al cabalgamiento superior. Aparecerán nuevos desplazamientos adicionales a favor de la nueva rampa así creada. Este proceso puede repetirse varias veces, formando una serie de láminas cabalgantes delimitadas por fallas, denominadas cabalgamientos imbricados o horses, cada uno de los cuales posee la geometría de un pliegue de flexión de falla de pequeño desplazamiento. El resultado final es generalmente un dúplex en forma de rombo.
La mayoría de los cabalgamientos tipo dúplex sólo tienen pequeños desplazamientos en las fallas de delimitación entre las capas imbricadas (horses, en inglés «caballos») y la estructura tiene un buzamiento desde el antepaís.  En ocasiones el desplazamiento de los horses individuales es mayor, de manera que cada uno se apila más o menos verticalmente encima del otro, esto se conoce como apilamiento antiformal o apilamiento imbricado. Si los desplazamientos individuales son mayores aún, entonces, el conjunto de horses tiene un buzamiento hacia el antepaís.
El mecanismo de cabalgamiento dúplex es muy eficiente para adaptar el acortamiento de la corteza engrosando la sección en lugar de doblarla y deformarla.
Este sistema de cabalgaduras está delimitado por abajo y por arriba, por una cabalgadura de piso y una de techo respectivamente, quedando contenido dentro de la sección estratigráfica.

### Mantos de corrimiento o mantos de cabalgamiento
Los mantos de corrimiento son pliegues-falla (pliegues tumbados), en los cuales se producen cabalgamientos cuyo desplazamiento alcanza varios kilómetros de longitud. En este tipo de pliegues, los materiales superiores se desplazan de su origen (materiales alóctonos) mientras los materiales inferiores permanecen en su posición inicial (autóctonos).
Cuando los materiales superiores son erosionados afloran las capas inferiores, dando lugar a las denominadas ventanas tectónicas. A veces, los materiales superiores quedan aislados sobre los inferiores por efecto de la erosión de la capa superior (manto cabalgante), formando una isla tectónica, escama o klippe.

## Ambiente tectónico

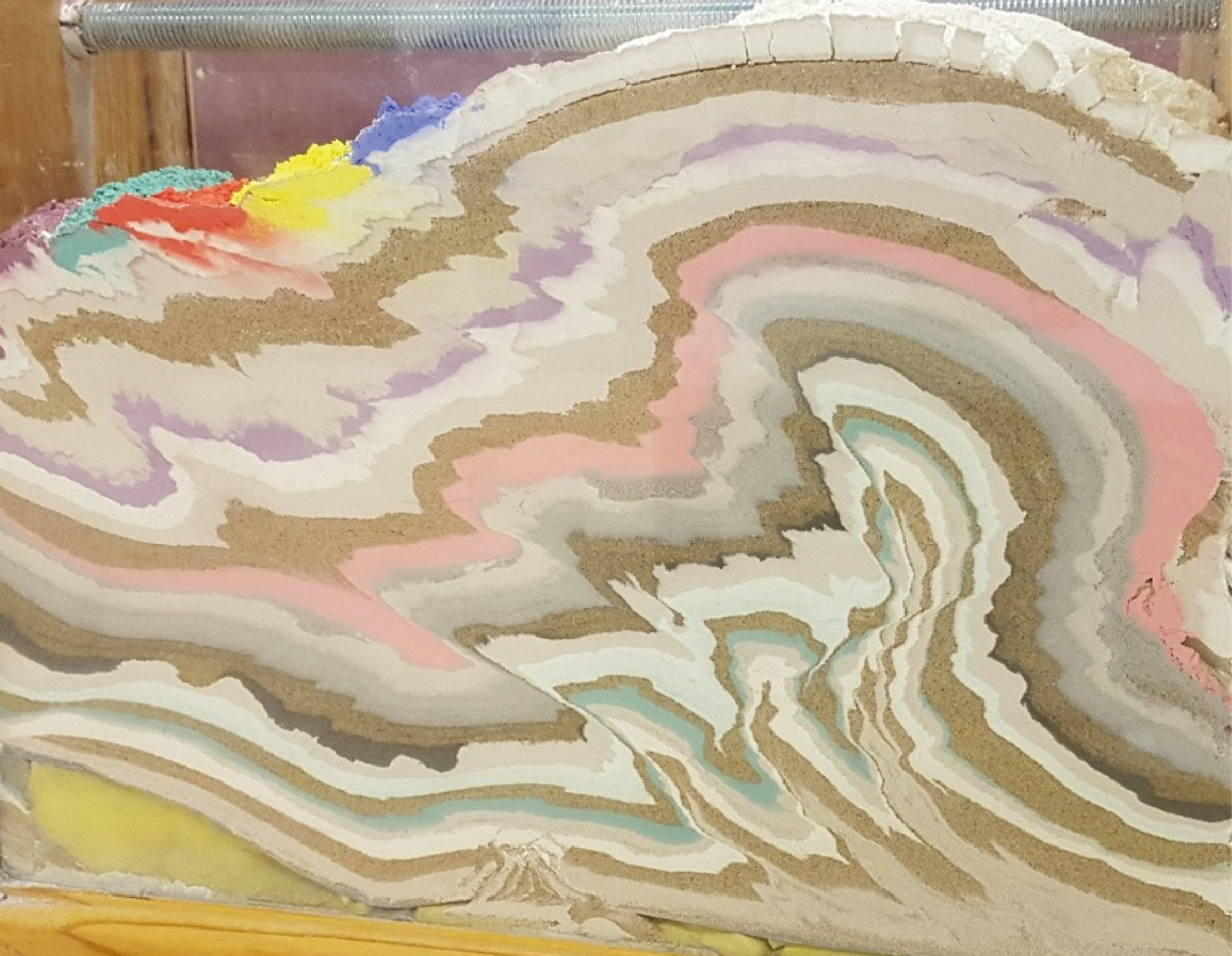
Recreación de la formación de pliegues y cabalgamientos en laboratorio

Los mayores cabalgamientos se producen en zonas que han sufrido grandes fuerzas de compresión. 
Estas condiciones se producen en los cinturones orogénicos que derivan o bien de la colisión de dos placas tectónicas continentales o de la acreción tras una zona de subducción.
Las fuerzas compresivas resultantes pueden producir grandes cordilleras. El Himalaya (por colisión de dos placas con corteza continental), los Alpes, y los montes Apalaches son claros ejemplos de orogenias de compresión con numerosos cabalgamientos.
En los márgenes de los cinturones orogénicos, los cabalgamientos se producen en las cuencas de antepaís. Aquí, la compresión no da lugar a la formación de montañas muy elevadas, sino que los relieves se conforman según el plegado y apilado de los cabalgamientos, resultando además un engrosamiento de la sección estratigráfica con repetición de tramos.
Los cabalgamientos en las cuencas de antepaís suelen tener una geometría de rampa-rellano, con los cabalgamientos desplazándose con ángulos muy bajos (entre 1° y 5°), los rellanos, y luego cortando a unidades estratigráficas superiores en ángulos más elevados (entre 5 y 20°), las rampas. En el proceso de propagación del cabalgamiento pueden sucederse varios rellanos y rampas en la misma escama cabalgante. Cuando los cabalgamientos se producen dentro de una misma unidad litológica, la identificación de las escamas suele ser difícil.
Los cabalgamientos y los dúplex también se encuentran en las cuñas o prismas de acreción del margen de las fosas oceánicas en zonas de subducción. Los sedimentos oceánicos que yacen sobre la placa que subduce, o fragmentos de la propia placa, son arrancados y apilados, acumulándose contra el borde de la otra placa. Los prismas de acreción pueden engrosarse notablemente debido al apilamiento de cabalgamiento sobre cabalgamiento, en una masa caótica de rocas, a menudo muy replegada. Aquí, las geometrías de rampa-rellano generalmente no se producen, porque la fuerza de compresión se encuentra en un ángulo pronunciado respecto de las capas sedimentarias.

## Ejemplos
En los Alpes, la Glarner Hauptüberschiebung y la Tauernüberschiebung son algunos de los cabalgamientos que aparecen con frecuencia en la bibliografía.
La Mettauer Überschiebung forma parte de la Zona de Movimiento Principal del Sur de la Selva Negra.
En las Montañas de pizarra renanas también son frecuentes los cabalgamientos, como el cabalgamiento de Aquisgrán, que, junto con otros accidentes geológicos, es responsable de la formación de las Fuentes termales de Aquisgrán.
Un cabalgamiento caledoniano prominente en Europa es el Moine Thrust en las Scottish Highlands.